# Authevernes
Authevernes ist eine französische Gemeinde mit 466 Einwohnern (Stand 1. Januar 2022) im Département Eure in der Region Normandie (vor 2016 Haute-Normandie). Sie gehört zum Arrondissement Les Andelys und zum Kanton Gisors. Die Einwohner werden Authevernois genannt.

## Geographie
Authevernes liegt etwa 75 Kilometer ostsüdöstlich von Rouen. Umgeben wird Authevernes von den Nachbargemeinden Vesly im Norden, Guerny im Osten und Nordosten, Château-sur-Epte im Südosten, Vexin-sur-Epte im Süden und Westen sowie Les Thilliers-en-Vexin im Nordwesten.

## Bevölkerungsentwicklung
| Jahr                       | 1962 | 1968 | 1975 | 1982 | 1990 | 1999 | 2006 | 2016 |
| Einwohner                  | 137  | 180  | 202  | 225  | 273  | 361  | 405  | 397  |
| Quellen: Cassini und INSEE |      |      |      |      |      |      |      |      |

## Sehenswürdigkeiten
- Kirche Notre-Dame aus dem 13. Jahrhundert
- Pfarrhaus aus dem 18. Jahrhundert
- altes Herrenhaus aus dem 13. Jahrhundert, Umbauten aus dem 15. Jahrhundert, Monument historique seit 1933
- Schloss Le Bois de Nemetz aus dem 18./19. Jahrhundert

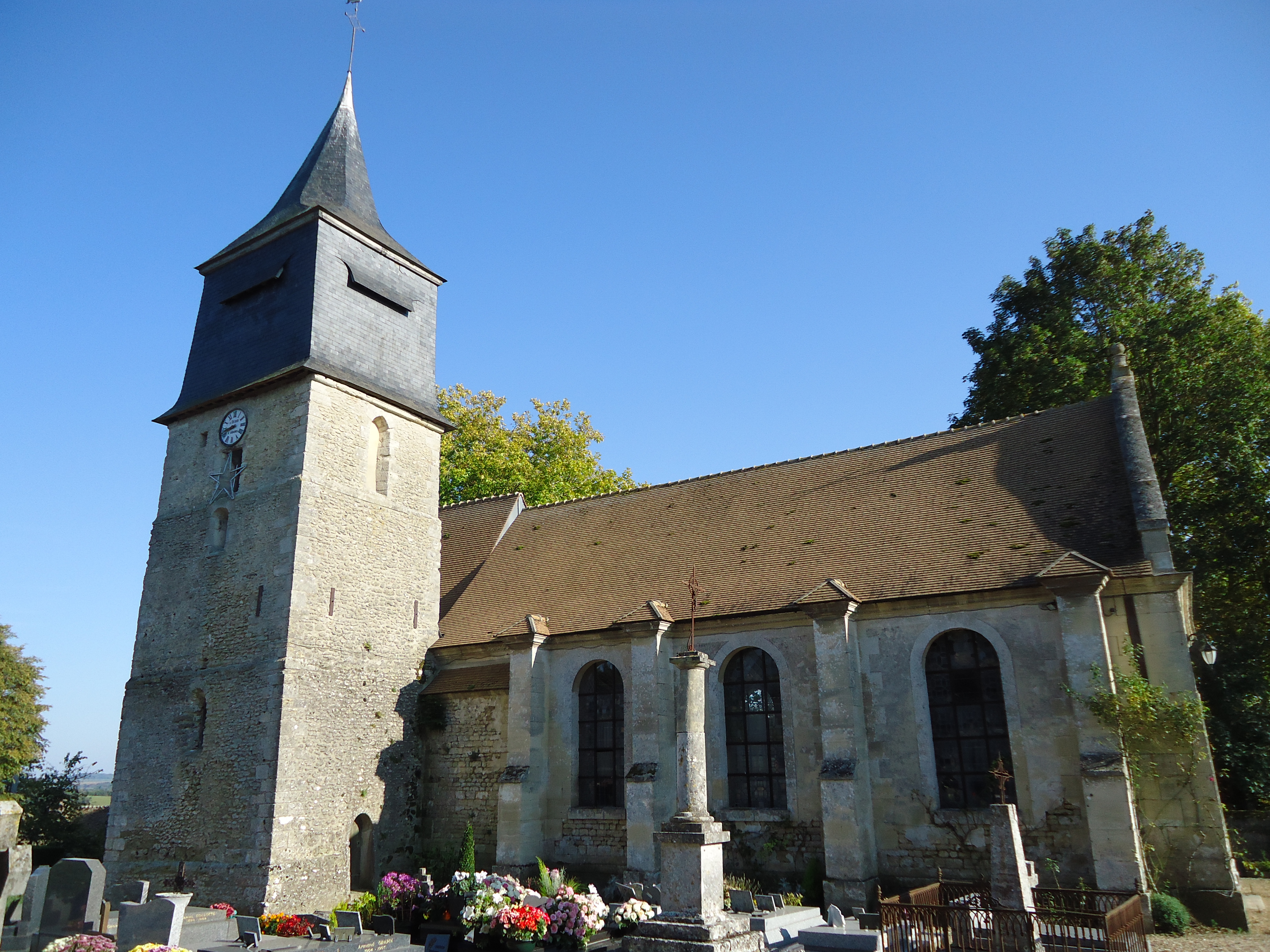
Kirche Notre-Dame
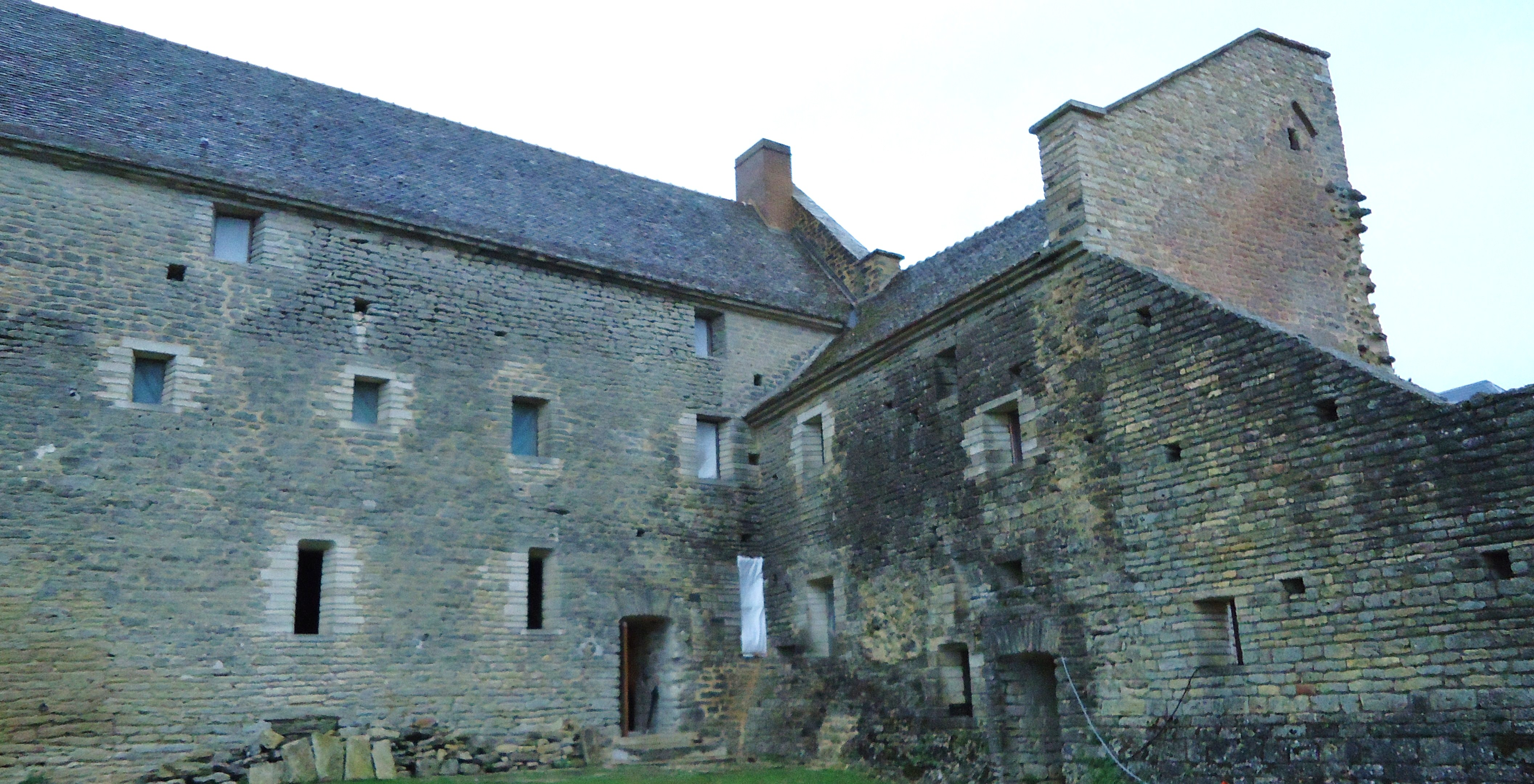
Altes Herrenhaus